# Chander Sardjoe
Chander Sardjoe (* 1970) ist ein niederländischer Jazz-Schlagzeuger indonesischer Herkunft.

## Leben und Wirken
Sardjoe studierte am Konservatorium Amsterdam. Seit 1994 beschäftigte er sich mit klassischer südindischer Musik. 1995 ging er nach Bangalore und Madras, wo er bei dem Mridangam-Spieler N. G. Ravi, einem Schüler von Umayalpuram K. Sivaraman, studierte.
Nach seiner Rückkehr nach Amsterdam war er Teil von Steve Colemans Band Secret Doctrine. 1996 wurde er Mitglied der Gruppe Kartet (mit Guillaume Orti, Benoît Delbecq und Hubert Dupont), der er bis 2013 angehörte. Außerdem arbeitete er u. a. mit Dave Liebman, Linley Marthe, James Genus, Ronan Guilfoyle, Rudresh Mahanthappa, Aydın Esen, Scott Tinkler, Jamie Oehlers, Lee Konitz, Mark Turner, Geoffroy de Masure, Andy Milne, Rokia Traoré, Cheikh Tidiane Sekh und Mario Canonge. In zehn Jahren wirkte er an mehr als vierzig Alben als Sideman mit. Von 2007 bis 2012 war er Mitglied des Trio Ivoire (mit Hans Lüdemann und Aly Keïta). Mit Bo Van Der Werf, Jozef Dumoulin, Nelson Veras und Jean-Luc Lehr bildete er Octurn5. Dhafer Youssef holte ihn zu seinem Album Birds Requiem (2013).
Seit 1994 gibt Sardjoe weltweit Meisterklassen und Workshops u. a. an der Sibelius-Akademie in Helsinki, dem Konservatorium von Jyväskylä, der Musikhochschule Berlin und der Royal Academy of Music in London.